# CSS-N-14
Die CSS-N-14 ist eine U-Boot-gestützte ballistische Interkontinentalrakete der Volksrepublik China. Bei den chinesischen Streitkräften trägt die Rakete die Bezeichnung JL-2 oder JuLang-2 (chinesisch 巨浪-2).
Sie basiert auf der mobilen Interkontinentalrakete CSS-9 mod 1 (DF-31).